# Philippe Salaün
Pour les articles homonymes, voir Salaün.
Philippe Salaün est un tireur photo et un photographe humaniste français né le 4 mars 1943 à Plonévez-du-Faou dans le Finistère et mort le 4 octobre 2020 à Paris.

## Biographie
Philippe Salaün naît en mars 1943 à Plonévez-du-Faou, dans le Finistère. Il passe son enfance, de l’âge de six ans à douze ans, à l’île de La Réunion, avant de revenir en métropole, à Châteauroux, où il passe son adolescence.
Il a un premier contact avec la photographie au cours de son service militaire en Algérie, et la découvre réellement en 1968, à l'occasion d’une exposition présentée au Havre, où il était venu dans le but de s’engager comme marin.

### Le tirage argentique noir et blanc
Après avoir appris la technique du tirage dans un laboratoire professionnel, Philippe Salaün décide d’ouvrir son propre atelier, en 1979, en se spécialisant dans le tirage noir et blanc de qualité.
Lauréat d’une bourse de la Fondation nationale de la photographie, il se rend aux États-Unis afin de se perfectionner auprès d’Ansel Adams, de Jerry Uelsmann et à l’université de Tucson, en Arizona.
Il travaille dans son laboratoire de la rue Beaurepaire à Paris où tout au long de sa carrière de tireur, de nombreux artistes viennent lui confier leurs images parmi lesquels Izis, Willy Ronis, Edouard Boubat, Robert Doisneau, Sabine Weiss, Malick Sidibé, Inge Morath,  Seydou Keita, Max Pam, Jacques Dubois, Léon Herschtritt, Bill Brandt, Georges Tourdjman, Yvette Troispoux, René Jacques, Claude Batho, Ed van der Elsken…

### La prise de vue
Parallèlement à son activité de tireur noir et blanc indépendant, qui l’a amené à travailler avec quelques-uns des grands noms de la photographie, Philippe Salaün photographie en jetant sur le monde qui l’entoure un regard plein de tendresse et de poésie, saisissant avec humour des images du quotidien, que son regard malicieux transforme en instants magiques.
Ami de Max Pam et de Bernard Plossu, il photographie également lors de ses voyages à travers le monde : « Longtemps, j’ai eu surtout une prédilection pour les images au jour le jour et le ton humoristique, mais ces dernières années, je me suis laissé séduire par les surprises que réserve la photographie de voyages, en particulier les portraits ». Il a ainsi voyagé en Amérique latine (en Colombie, au Pérou, en Bolivie), aux États-Unis où il suit la route 66, au Vietnam, où il réalise des portraits dans la communauté des Hmongs, en Chine, au Japon, au Mali ou encore à l’île de La Réunion, où il retourne sur les pas de son enfance.

### XXIesiècle
À l’occasion de ses soixante ans, Philippe Salaün choisit soixante de ces instants saisis sur le vif, qu’il présente dans une exposition qui circule dans divers lieux en France et qui sont rassemblées dans un livre intitulé 60 X 60, coédité par les éditions Alternatives, la Maison européenne de la photographie et les éditions Paradox, paru en octobre 2006. 
Philippe Salaün prend sa retraite de tireur en 2016, afin de se consacrer uniquement à la prise de vue. Il meurt le 4 octobre 2020 à Paris, à la suite d’un cancer fulgurant.

## Quelques photographies
Années 1970
- 1973 : La Vie de château
- 1973 : Domecy-sur-le-Vault

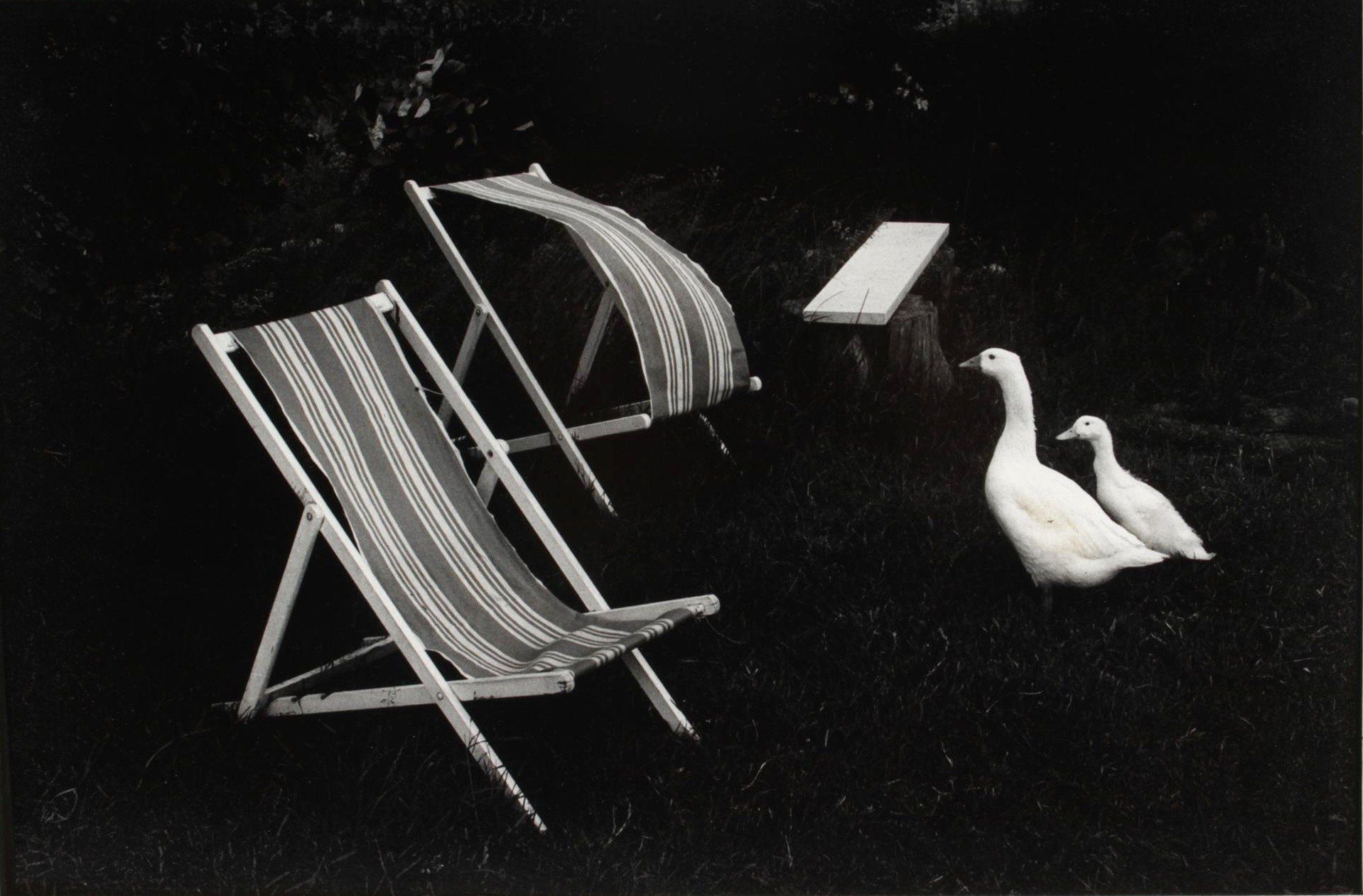
Ty Cam, 10 juin 1977.

- 1974 : Le chien fantôme. Canal Saint-Martin[5].
- 1976 : Exposition canine
- 1976 : Cheval noir à tête blanche
- 1977 : Ty Cam

Années 1980
- 1980 : Fauves
- 1980 : Hommage à Fontcuberta. Nîmes
- 1981 : L'imperméable de cheval. Tharon
- 1986 : Casaanita Cadaques, 31 mars 86

Années 1990
- 1991 : American bar, Route 66, New Mexico
- 1993 : Mitsu et le tapis
- 1993 : Le Dieu Éléphant
- 1994 : Mitsu et les poissons
- 1999 : Chien solitaire

Années 2000
- 2000 : Toro pyrotechnique
- 2001 : Le Bouledogue bistrot

## Publications
- 1983 : Philippe Salaun - Fnac Galeries, photographies de 1973 à 1983, coffret de 10 photographies.
- 1988 : Jean Charpantier, Rencontres francophones, 2, catalogue d'exposition, Les Cahiers de la photographie/musée du Nouveau Monde, La Rochelle, Charente-Maritime
- 2006 : 60 X 60, 80 pages, Éditions Alternatives/MEP/Paradox,  (ISBN 2-86227-494-1)

## Prix
- Bourse de la Fondation nationale de la photographie[6].

## Expositions

### Expositions personnelles
- septembre - octobre 1978 : Philippe Saläun, galerie Demi Teinte, Paris[7].
- 11 décembre 1992 - 2 mai 1993 : Philippe Salaün, musée Nicéphore-Niépce, Chalon-sur-Saône[8].
- 2003 : La Route 66, Le Carré d'art, Chartres
- 2004 : 60x60, Fnac Montparnasse, Paris
- 2005 : Les montagnards du Vietnam, Galerie Les Voisins, Paris
- 3 octobre - 9 novembre 2013 : Médiathèque Opale Sud, Berck[9],[10].
- 2013 : Bloom Gallery, Osaka, Japon
- 2017 : Philippe Salaün, tireur exposé, Galerie Argentic, Paris

### Expositions collectives
- 1988 : Rencontres francophones, 2, musée du Nouveau Monde, La Rochelle, Charente-Maritime
- 2010 : Ruptures - Ados à Paris, musée Carnavalet, Paris.
- [2012 : La photographie en France, 1950-2000, Maison européenne de la photographie, Paris
- 2014 : La Bretagne. Collection photographique de L'Imagerie ‐ Lannion, Espace Séraphine Louis, Clermont-de-l'Oise[11].
- 2018 : Four French Photographers, Tracey Morgan Gallery, Asheville, USA[6].

## Collections
Les photographies de Philippe Salaün sont présentes dans de nombreuses collections publiques et privées, et notamment : au Cabinet des estampes de la Bibliothèque nationale de France, au cabinet de la photographie du musée national d'art moderne (centre national d'art et de culture Georges-Pompidou), à la Maison européenne de la photographie ; à la Galerie municipale du Château d'eau de Toulouse ; au musée Nicéphore-Niépce à Chalon-sur-Saône.